# Jori Hulkkonen
 (janvier 2019).
Si vous disposez d'ouvrages ou d'articles de référence ou si vous connaissez des sites web de qualité traitant du thème abordé ici, merci de compléter l'article en donnant les références utiles à sa vérifiabilité et en les liant à la section « Notes et références ».
Jori Hulkkonen, aussi connu sous le nom de Zyntherius, est un auteur-compositeur finlandais de techno, house et autres musiques électroniques.
Né à Kemi le 28 mai 1973, en Finlande, Jori Hulkkonen se passionne très vite pour la musique électronique.
En 1993 il sort Under Northern Ground entre autres, et Selkäsaari Tracks en 1996.

## Discographie partielle
- Man From Earth (Turbo Recordings, 2009)
- Never Been Here Before (dernière sortie du label F Communications, 2008)
- Errare Machinale Est (F Communications, 2008)
- Dualizm (F Communications, 2005)
- Different (F Communications, 2002)
- Classic & Rare/La Collection Chapter 3, avec Laurent Garnier (F Communications, 2002)
- When no one is watching we are invisible (F Communications, 2002)
- Helsinki Mix Sessions (Turbo Recordings, 2000)
- The Spirits inside Me (F Communications, 1998)
- Selkäsaari Tracks (F Communications, 1996)